# Brohvîci, Pișceanka
Brohvîci (în ucraineană Брохвичі) este un sat în comuna Honorivka din raionul Pișceanka, regiunea Vinnița, Ucraina.

## Demografie
Componența lingvistică a localității Brohvîci
     Ucraineană (94,48%)
     Rusă (5,52%)
Conform recensământului din 2001, majoritatea populației localității Brohvîci era vorbitoare de ucraineană (94,48%), existând în minoritate și vorbitori de rusă (5,52%).